# Legiony Polskie we Włoszech

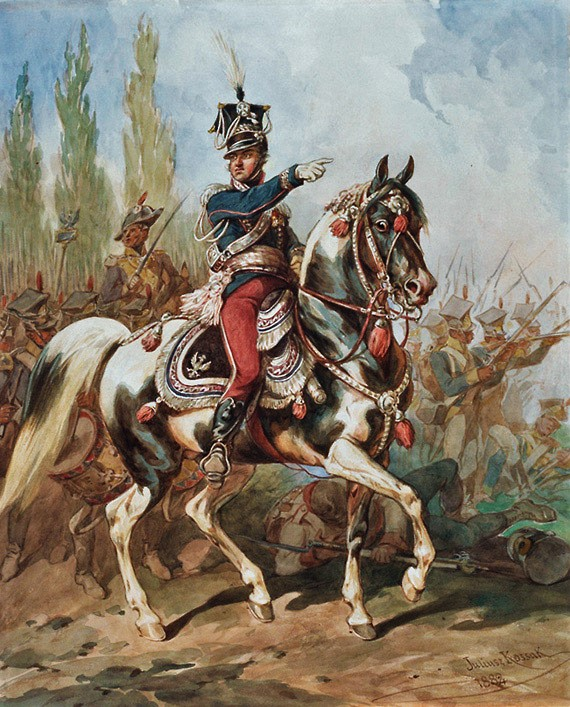
Gen. Jan Henryk Dąbrowski na czele Legionów

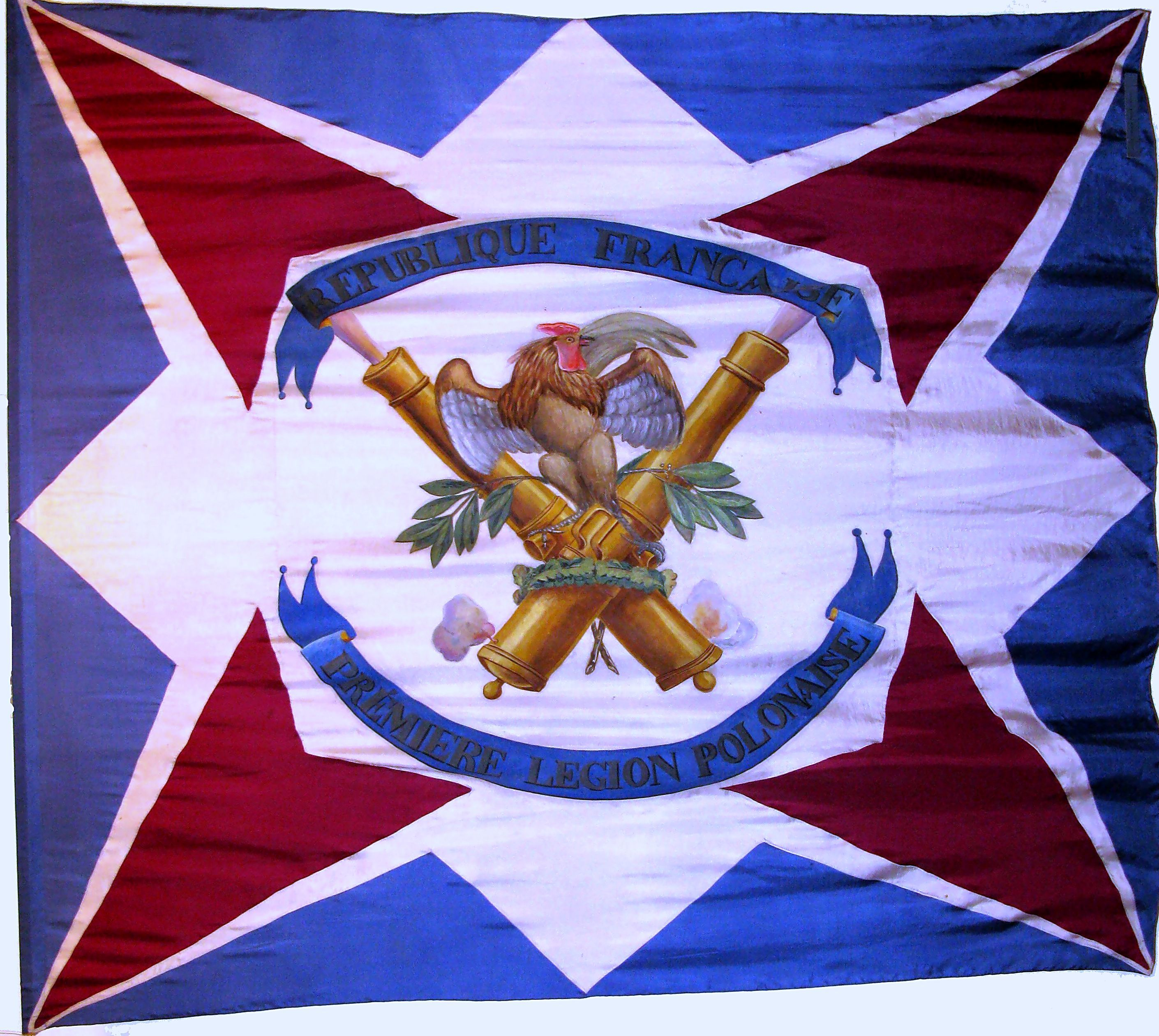
Sztandar 1 Legii Legionów Polskich we Włoszech

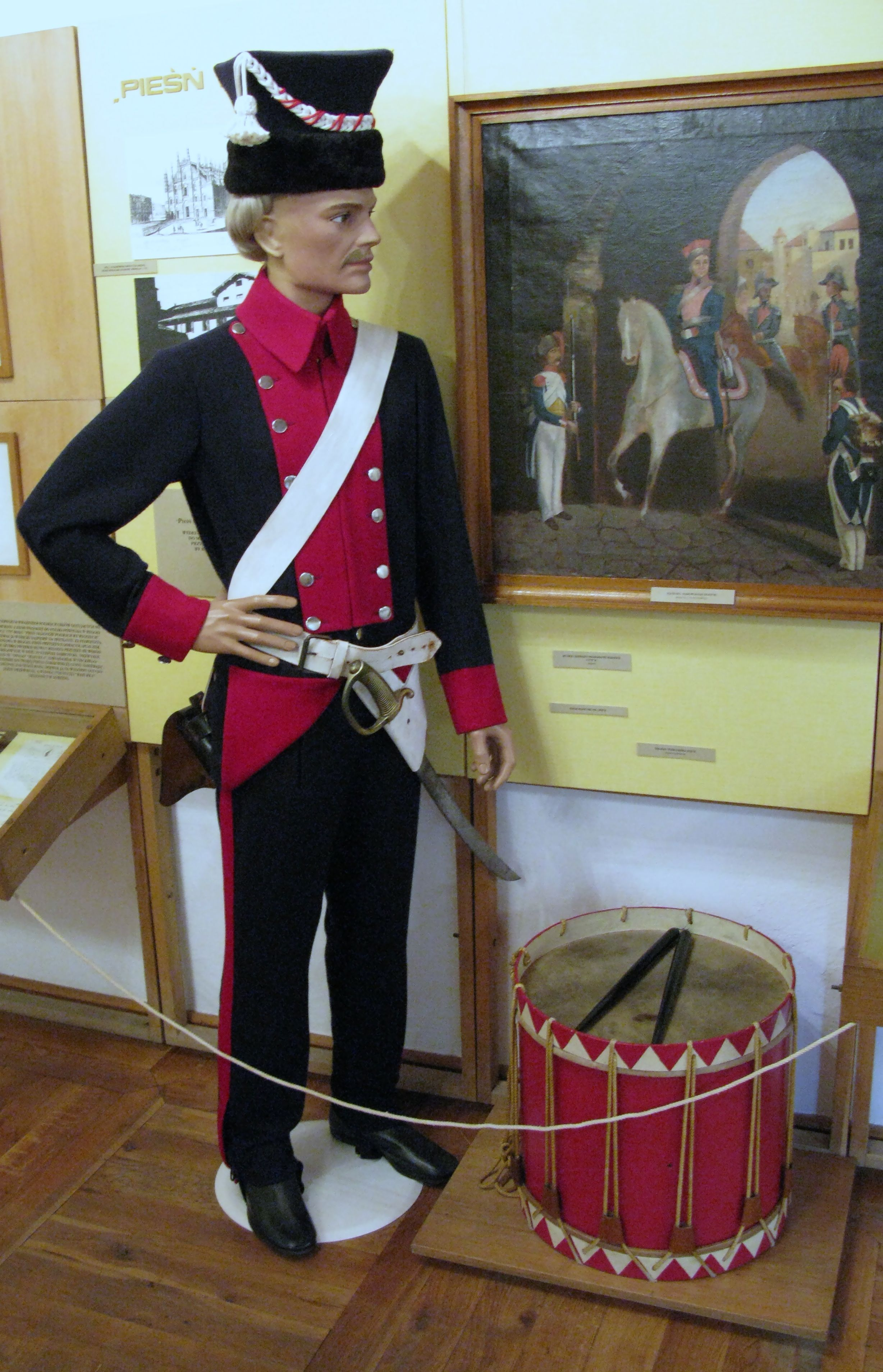
Żołnierz Legionów Polskich we Włoszech

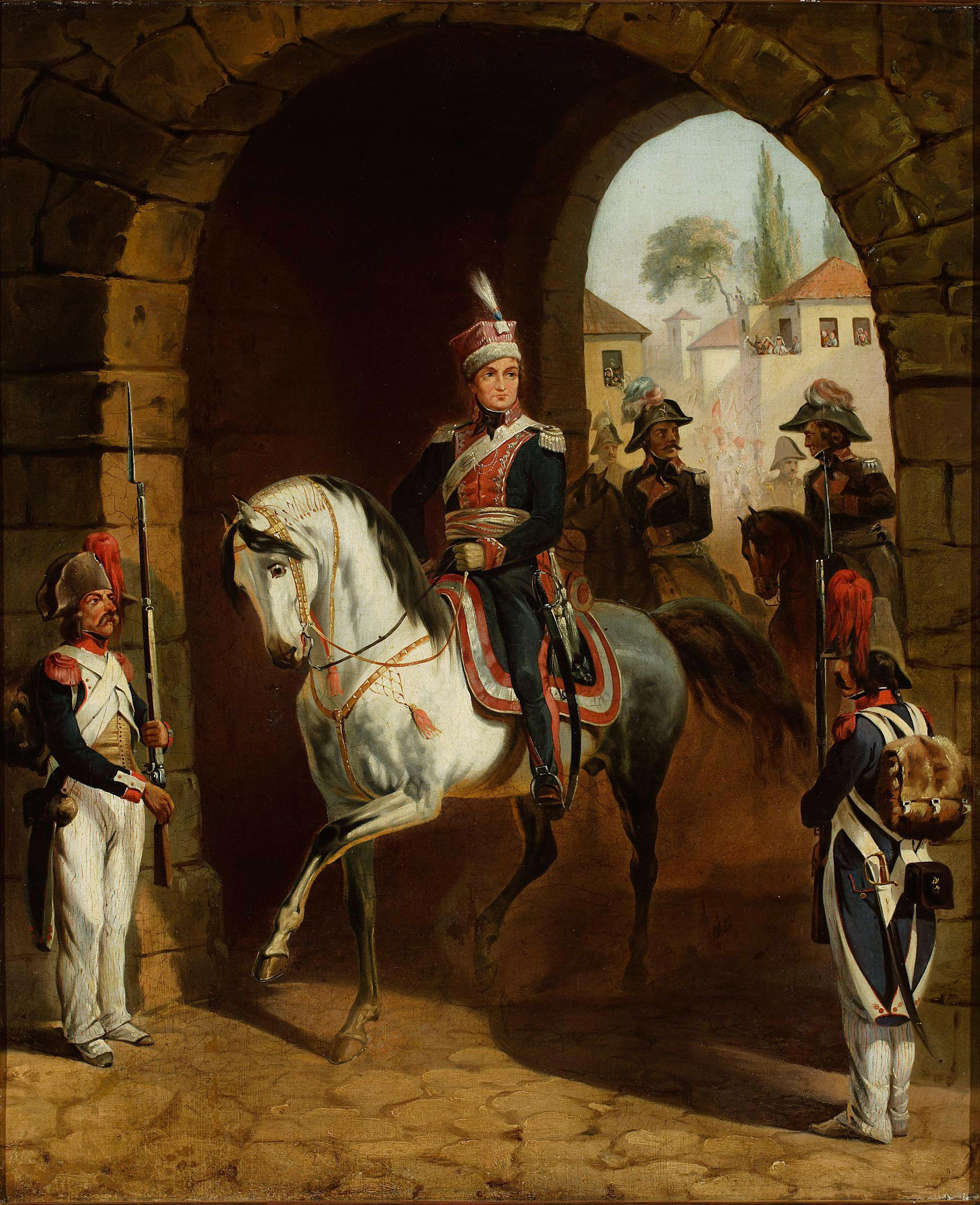
Wjazd Jana Henryka Dąbrowskiego do Rzymu, obraz Januarego Suchodolskiego

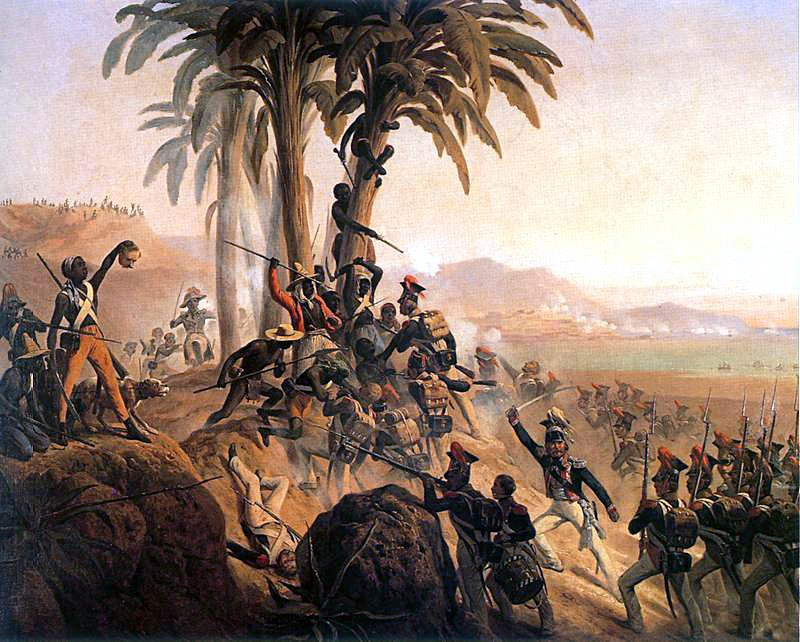
Bitwa na San Domingo, January Suchodolski

Legiony Polskie we Włoszech – polskie formacje wojskowe, tworzone na terenie współczesnych Włoch, których celem była walka o niepodległość Polski. Walczące u boku wojsk francuskich i włoskich w latach 1797–1807, utworzone z inicjatywy Jana Henryka Dąbrowskiego przez Francuzów w północnych Włoszech.

## Legiony polskie posiłkujące Lombardię
Po III rozbiorze nastąpiła emigracja żołnierzy i oficerów z Polski do Włoch i Francji. Dzięki wpływom Napoleona, za pośrednictwem Agencji (polska organizacja emigracyjna założona w Paryżu po upadku powstania kościuszkowskiego w 1794) Jan Henryk Dąbrowski podpisał 9 stycznia 1797 umowę z nowym rządem Republiki Lombardzkiej. Współtwórcami Legionów byli Karol Kniaziewicz, Józef Wybicki i Antoni Amilkar Kosiński.
Oddziały otrzymały nazwę Legionów Polskich. Mundury i sztandary były zbliżone do polskich, język komend i stopnie wojskowe również były polskie. Na szlifach widniał włoski napis Ludzie wolni są braćmi. Kokardy przypięte do mundurów były trójkolorowe w nawiązaniu do rewolucji francuskiej, symbolizujące sojusz i protekcję Republiki. Dąbrowski zagwarantował ochotnikom obywatelstwo lombardzkie z prawem powrotu do kraju, gdy Lombardia będzie już wolna i bezpieczna.
W maju 1797 w szeregach Legionów stanęło około 7 tys. żołnierzy, głównie Polaków przebywających na emigracji oraz polskich jeńców i dezerterów z armii austriackiej generała Dagoberta von Wurmser w Mantui (6 tys. Polaków), wcielonych do niej uprzednio i zmuszanych do walki z Francuzami. Utworzone zostały dwie legie po 3 bataliony każda. W skład każdego batalionu wchodziło 10 kompanii (w tym 8 fizylierskich, 1 grenadierska, 1 strzelecka – stan kompanii: 125 żołnierzy). Dowódcą pierwszej legii był gen. Józef Wielhorski, drugiej gen. Franciszek Rymkiewicz. Dąbrowski wprowadził w legionach nowoczesny system dowodzenia na wzór francuski, zniósł kary cielesne, dał możliwość awansu również żołnierzom niemającym pochodzenia szlacheckiego, nakazał naukę czytania i pisania oraz pogłębianie wiedzy z historii Polski.

### Polski korpus posiłkowy Republiki Cisalpińskiej
Początkowo Legiony walczyły u boku Napoleona. Pierwszy raz w kwietniu 1797 pod Rimini, Weroną i nad jeziorem Garda, w akcji przeciw zbuntowanemu ludowi włoskiemu. Po zawarciu pokoju z Austrią (w październiku tegoż roku w Campo Formio) przeistoczyły się w Korpus Posiłkowy Republiki Cisalpińskiej. Część legionistów została wysłana do Rzymu, gdzie Francja obaliła wkrótce rządy papieskie. W listopadzie 1798 uczestniczyli oni w obronie Republiki Rzymskiej. Miesiąc później oddziały legionistów pod dowództwem Karola Kniaziewicza przyczyniły się do zwycięstwa Francuzów pod Civita Castellana. Potem brali udział w zwycięskiej ofensywie republikanów na Królestwo Neapolu. Następnie tłumili antyfrancuskie powstanie chłopskie w Republice Patrenopejskiej, utworzonej w południowych Włoszech. Tu sformowano pułk jazdy istniejący potem pod różnymi nazwami, m.in. jako ułani nadwiślańscy.
W 1799 r. polscy legioniści (ok. 8 tys.) wzięli udział w walkach z wojskami II koalicji antyfrancuskiej. W tym okresie legiony poniosły szereg porażek i ciężkie straty, np.: w bitwach pod Weroną, Magnano, w oblężonej Mantui, bitwach nad Trebbią, I bitwie pod Novi i bitwie pod Bosco. Straty pierwszej legii wynosiły 2 tys. zabitych i rannych; w drugiej legii, dowodzonej wówczas przez Dąbrowskiego, pozostało tylko 800 żołnierzy zdolnych do walki. W 1799 r. powstał nad Renem, dowodzony przez gen. Kniaziewicza, legion zwany naddunajskim, a w roku 1800 Dąbrowski odbudował 6-tysięczny legion pod nazwą Pierwsza Polska Legia.
W tym czasie Francuzi odnosili kolejne zwycięstwa nad wojskami koalicji na wielu frontach, m.in.: pod Zurychem (Szwajcaria), Castricum (Holandia) w 1799 oraz pod Marengo (Włochy) i Hohenlinden (Bawaria) w 1800. Rosja poróżniona z Austrią i Wielką Brytanią wycofała się z koalicji antyfrancuskiej, a Austria zawarła pokój z Francją w Lunéville w lutym 1801 r., ale skończona wojna nie przyniosła jednak pozytywnego rozwiązania kwestii polskiej. To powodowało rozprzężenie w armii, zwątpienie, dochodziło do otwartej krytyki polityki Francji. Oficerowie podawali się do dymisji. Niewygodne Napoleonowi legie zostały wysłane na wyspę Hispaniola/San Domingo (obecnie Haiti) do tłumienia antyfrancuskiego powstania niewolników murzyńskich. Do Europy powróciło zaledwie kilkuset legionistów, którzy nie zostali zabici przez tubylców, nie zmarli wskutek chorób tropikalnych i nie osiedlili się w Ameryce. Istnieją także przesłanki, iż znaczna część Legionów Polskich, widząc haitańską walkę wyzwoleńczą, odniosła się do historii swojego narodu i przyłączyła się do walki przeciwko dodatkowym siłom francuskim.
We Włoszech pozostała 1 półbrygada piechoty dawnych legionistów, przeformowana następnie w polski pułk piechoty oraz regiment jazdy (ułani nadwiślańscy).
Po zawarciu pokoju w Lunéville Legia polska została 21 grudnia 1801 roku przekształcona w dwie półbrygady, które w 1802 roku wcielono do armii włoskiej jako oddziały posiłkowe pod nazwą Polacchi al soldo della Republica Italiana. 1 pułkiem dowodził płk Józef Joachim Grabiński, batalionami: I – Szymon Białowiejski, II – Józef Chłopicki, III - Świderski, IV – Stanisław Ignacy Jakubowski.
W 1803 legioniści polscy jako wojsko najemne walczyli z Anglikami w Apulii, a w 1805 przyczynili się do zwycięstwa wojsk napoleońskich we Włoszech pod Castelfranco. Następnie w 1806 brali udział w walkach z ekspedycją sił brytyjskich w Kalabrii (południowe Włochy). W 1807 r., gdy armia napoleońska dotarła na Śląsk podczas wojny z Prusami, w Nysie, Prudniku, Korfantowie, Wrocławiu, Brzegu z pozostałości Legionów utworzono Legię Polską (Legion Polski) która, gdy dotarła do Warszawy, została przemianowana na Legię Nadwiślańską. Wielu oficerów Legionów Polskich w latach 1815-31 było podstawą armii Królestwa Polskiego i brało udział w nieudanym powstaniu listopadowym.
Później Napoleon także korzystał z polskich legionistów w wielu kampaniach, były to już jednak inne oddziały. Polscy legioniści walczyli po stronie Napoleona nawet po klęsce Napoleona w 1812 r. i odwrocie z Rosji. Potem Polacy uczestniczyli w wielu walkach, np. pod Lipskiem w 1813 i pod Waterloo w 1815.
W Legionach polskich walczyło w sumie ok. 35 tys. ludzi, zginęło ok. 20 tys. Wykształciły one znakomitą kadrę przyszłych oficerów, były szkołą patriotyzmu i demokracji. Symbolem wiary w niepodległość stała się w 1797 pieśń legionistów napisana przez Józefa Wybickiego, zwana też Mazurkiem Dąbrowskiego, która w XX wieku została polskim hymnem narodowym.

## Ważniejsze bitwy z udziałem Legionów
- 1 XII 1798 – Magliano. Brygada pod dowództwem Kniaziewicza zwyciężyła korpus wojsk Królestwa Neapolu.[potrzebny przypis]
- 5 XII 1798 – Falari. Legioniści odparli atak wojsk Neapolu.
- 17-19 VI 1799 – bitwa nad Trebbią (dolina rzeki Trebbia). Legioniści u boku Francuzów walczyli z armią Aleksandra Suworowa. Ponieśli znaczne straty, ale powstrzymali wojska rosyjsko-austriackie, a potem osłaniali odwrót Francuzów.
- 14 VI 1800 - bitwa pod Marengo. Decydująca bitwa drugiej kampanii włoskiej Napoleona, stoczona z armią austriacką pod wodzą generała Michaela von Melasa.
- 3 XII 1800 – Bitwa pod Hohenlinden. Legia Naddunajska pod wodzą Kniaziewicza pomogła rozgromić wojska austriackie.
- 24 XI 1805 – Bitwa pod Castelfranco. Piechota pod dowództwem płk Grabińskiego i jazda gen. Rożnieckiego pomogła rozbić i wziąć do niewoli austriacki korpus ks. de Rohan.